# أماندا سبرات
أماندا سبرات (بالإنجليزية: Amanda Spratt)‏ مواليد 17 سبتمبر 1987 في نيوساوث ويلز، هي متسابقة دراجات أسترالية في صنف سباق الدراجات على الطريق. شاركت في دورة الألعاب الأولمبية الصيفية.

## سباقات أو مراحل فاز بها
| التاريخ        | السباق                                                    | المركز                                                                  |
| -------------- | --------------------------------------------------------- | ----------------------------------------------------------------------- |
| 10 يوليو 2011  | Tour de Feminin - O cenu Českého Švýcarska 2011           | الفائز في التصنيف العام                                                 |
| 07 يناير 2012  | سباق الطريق للسيدات في بطولة أستراليا لركوب الدراجات 2012 | الفائز في التصنيف العام                                                 |
| 25 فبراير 2012 | طواف نيوشبلاد للسيدات 2012                                | التاسع في التصنيف العام                                                 |
| 26 مايو 2012   | 7-Dorpenomloop Aalburg 2012                               |                                                                         |
| 24 مارس 2013   | تروفيو ألفريدو بيندا كومون دي سيتيجليو 2013               | الرابع في التصنيف العام                                                 |
| 20 أبريل 2013  | Omloop van Borsele 2013                                   | السابع في التصنيف العام                                                 |
| 21 يناير 2014  | Women's Tour Down Under 2014                              |                                                                         |
| 09 مارس 2014   | أوملوب فان هيت هاجيلاند 2014                              | الثامن في التصنيف العام                                                 |
| 14 يونيو 2015  | طواف الباسك للسيدات 2015                                  | الثامن في تصنيف الجبال، التاسع في التصنيف العام                         |
| 20 يونيو 2015  | 2015 Giro del Trentino-Alto Adige-Südtirol                | الفائز في التصنيف العام                                                 |
| 16 أغسطس 2015  | طواف النرويج للسيدات 2015                                 | الثالث في التصنيف العام، الرابع في تصنيف الجبال، الرابع في تصنيف النقاط |
| 10 يناير 2016  | سباق الطريق للسيدات في بطولة أستراليا لركوب الدراجات 2016 | الفائز في التصنيف العام                                                 |
| 30 يناير 2016  | Cadel Evans Great Ocean Road Race Women 2016              | الفائز في التصنيف العام                                                 |
| 08 يناير 2017  | سباق الطريق للسيدات في بطولة أستراليا لركوب الدراجات 2017 |                                                                         |
| 17 يناير 2017  | طواف سانتوس للسيدات 2017                                  | الفائز في التصنيف العام                                                 |
| 14 يناير 2018  | طواف داون أندر للسيدات 2018                               | الفائز في التصنيف العام                                                 |
| 22 مايو 2018   | طواف الباسك للسيدات 2018                                  | الفائز في التصنيف العام                                                 |
| 27 مايو 2018   | 2018 GP Cham-Hagendorn                                    | الفائز في التصنيف العام                                                 |
| 15 يوليو 2018  | طواف إيطاليا للسيدات 2018                                 | الأول في تصنيف الجبال، الثاني في تصنيف النقاط، الثالث في التصنيف العام  |
| 06 يناير 2019  | سباق الطريق للسيدات في بطولة أستراليا لركوب الدراجات 2019 |                                                                         |
| 13 يناير 2019  | طواف سانتوس للسيدات 2019                                  | الفائز في التصنيف العام                                                 |
| 12 يناير 2020  | سباق الطريق للسيدات في بطولة أستراليا 2020                | الفائز في التصنيف العام                                                 |
| 08 يناير 2023  | بطولة أستراليا لسباق الطريق للسيدات 2023                  |                                                                         |
| 17 يناير 2023  | طواف سانتوس للسيدات 2023                                  | الأول في تصنيف الجبال، الثاني في التصنيف العام، الثاني في تصنيف النقاط  |
| 28 يناير 2023  | 2023 Cadel Evans Great Ocean Road Race (women's race)     | قائد تصنيف طواف العالم                                                  |
| 12 فبراير 2023 | طواف الإمارات للسيدات 2023                                | قائد تصنيف طواف العالم                                                  |
| 04 مارس 2023   | ستراد بينك للسيدات 2023                                   | قائد تصنيف طواف العالم                                                  |
| 05 مارس 2023   | 2023 Trofeo Oro in Euro                                   |                                                                         |

## روابط خارجية
- أماندا سبرات على موقع الاتحاد الدولي للدراجات (الإنجليزية)
- أماندا سبرات على موقع أرشيف الدراجات (الإنجليزية)
- أماندا سبرات على موقع إحصائيات الدراجات الإحترافية (الإنجليزية)
- أماندا سبرات على موقع نسبة الدراجات (الإنجليزية)
- أماندا سبرات على موقع CycleBase (الإنجليزية)
- أماندا سبرات على موقع CyclingDatabase.com (مؤرشف) (الإنجليزية)
- أماندا سبرات على موقع اللجنة الأولمبية الدولية (الإنجليزية)
- أماندا سبرات على موقع أوليمبيديا (الإنجليزية)
- أماندا سبرات على موقع اللجنة الأولمبية الأسترالية (الإنجليزية)